# Giuseppe Cindolo
Giuseppe Cindolo, detto Pippo (Avellino, 5 agosto 1945), è un ex mezzofondista e maratoneta italiano.

## Biografia
Atleta olimpionico, fondista e mezzofondista, è stato terzo nei 10000 m piani ai campionati europei di Roma del 1974, con oltre 30 titoli italiani, 48 volte in nazionale di cui due da capitano.
Nel 1971 ai Campionati Nazionali Universitari si aggiudica il titolo universitario dei 10000 m piani stabilendo, primo atleta italiano a scendere sotto la barriera dei 29 minuti, il nuovo record italiano della specialità (28'49"6).
In carriera è stato:
- Campione italiano di maratona negli anni 1974, 1975, 1976;
- Primatista nazionale di maratona: 2h15'41" (25 aprile 1974); 2h11'45" (7 dicembre 1975);
- Campione italiano dei 10000 metri piani dal 1969 al 1975;
- Campione italiano dei 5000 metri piani nel 1974 e nel 1975;
- Campione italiano di mezza maratona nel 1974;
- Campione italiano di corsa campestre nel 1973;
- Medaglia di bronzo nei 10000 metri piani agli Europei 1974, tenutisi a Roma, specialità nella quale un italiano non vinceva una medaglia dal 1938.

A trent'anni decide di dedicarsi completamente alla maratona. Alla maratona di Fukuoka del 1975 è quarto stabilendo con 2h11'45" il miglior tempo italiano di sempre, record che rimarrà imbattuto fino al 1981.
Ai Giochi olimpici di Montréal del 1976 è tra i favoriti per la vittoria finale ma, nonostante l'ottima partenza, al decimo chilometro si infortuna gravemente ed è costretto a ritirarsi.
Non si arrende e alla vigilia dei Giochi olimpici  di Mosca è ancora tra i favoriti. Ma la sfortuna non molla il campione avellinese: un cane lo assale mentre si allena e Pippo cade fratturandosi un braccio.
È attualmente presidente della Federazione Italiana Educatori Fisici e Sportivi (FIEFS) e vicepresidente vicario delle Associazioni Benemerite riconosciute dal CONI.
Inoltre è docente ordinario di atletica leggera presso la facoltà di Scienze Motorie dell'Università di Urbino.

## Palmarès
| Anno | Manifestazione    | Sede              | Evento         | Risultato | Prestazione | Note                          |
| ---- | ----------------- | ----------------- | -------------- | --------- | ----------- | ----------------------------- |
| 1969 | Europei           | Atene             | 10000 m piani  | 11º       | 29'31"0     |                               |
| 1971 | Europei           | Helsinki          | 10000 m piani  | 27º       | 29'13"65    |                               |
| 1971 | Europei           | Helsinki          | 5000 m piani   | Batteria  | 13'54"7     |                               |
| 1971 | Europei indoor    | Sofia             | 3000 m piani   | 7º        | 8'22"6      |                               |
| 1972 | Giochi Olimpici   | Monaco di Baviera | 10000 m piani  | Batteria  | 33'03"4     |                               |
| 1973 | Mondiali di cross | Waregem           | Corsa seniores | 25º       |             |                               |
| 1974 | Europei           | Roma              | 10000 m piani  | Bronzo    | 28'27"05    | Miglior prestazione personale |
| 1974 | Europei           | Roma              | Maratona       | 7º        | 2h20'29"    |                               |
| 1975 | Mondiali di cross | Rabat             | Corsa seniores | 65º       |             |                               |

## Campionati nazionali
1965
- Eliminato in batteria ai campionati italiani assoluti, 5000 m piani - 14'41"6

1966
- Bronzo ai campionati italiani assoluti, 5000 m piani - 14'18"8

1967
- Argento ai campionati italiani assoluti, 5000 m piani - 14'18"8

1969
- Oro ai campionati italiani assoluti, 10000 m piani - 29'46"8
- Argento ai campionati italiani di corsa campestre - 48'22"8

1970
- Oro ai campionati italiani assoluti, 10000 m piani - 30'07"4

1971
- Oro ai campionati italiani assoluti, 10000 m piani - 29'13"2
- Oro ai campionati italiani assoluti indoor, 3000 m piani - 7'59"4

1972
- Oro ai campionati italiani assoluti, 10000 m piani - 29'16"8

1973
- Oro ai campionati italiani assoluti, 10000 m piani - 29'28"8
- Oro ai campionati italiani di corsa campestre - 30'19"0

1974
- Oro ai campionati italiani di maratona - 2h15'41"8
- Oro ai campionati italiani di maratonina, 30 km - 1h33'50"
- Oro ai campionati italiani assoluti, 10000 m piani - 29'20"82
- Oro ai campionati italiani assoluti, 5000 m piani - 13'55"7
- 8º ai campionati italiani di corsa campestre - 37'53"

1975
- Oro ai campionati italiani di maratona - 2h18'11"8
- Oro ai campionati italiani assoluti, 10000 m piani - 28'51"6
- Oro ai campionati italiani assoluti, 5000 m piani - 13'48"4
- 13º ai campionati italiani di corsa campestre - 41'02"2

1976
- Oro ai campionati italiani di maratona - 2h11'50"6

1980
- 33º ai campionati italiani di corsa campestre

## Altre competizioni internazionali
1968
- Argento al Campaccio ( San Giorgio su Legnano) - 40'42"

1969
- 8º al Campaccio ( San Giorgio su Legnano) - 42'30"

1970
- 7º al Campaccio ( San Giorgio su Legnano) - 37'23"

1971
- Argento al Trofeo Sant'Agata ( Catania)
- Bronzo al Campaccio ( San Giorgio su Legnano) - 36'41"

1973
- Oro alla Maratona di Roma ( Roma) - 2h20'33"
- Oro alla Maratona di Varese ( Varese) - 2h19'41"
- 5º alla Cinque Mulini ( San Vittore Olona) - 31'44"
- Bronzo al Campaccio ( San Giorgio su Legnano) - 40'29"

1974
- 20º alla Maratona di Angers ( Angers) - 2h36'48"
- 13º alla Corrida Internacional de São Silvestre ( San Paolo), 8,4 km - 24'51"
- 5º alla Cinque Mulini ( San Vittore Olona) - 31'52"

1975
- Bronzo in Coppa Europa ( Nizza), 10000 m piani - 28'48"0
- 4º alla Maratona di Fukuoka ( Fukuoka) - 2h11'45"
- Bronzo al Trofeo Sant'Agata ( Catania) - 33'52"
- 6º al Campaccio ( San Giorgio su Legnano) - 41'33"

1976
- 4º alla Stramilano ( Milano) - 1h04'31"
- 9º al Campaccio ( San Giorgio su Legnano) - 39'10"

1980
- Bronzo alla Maratona di Monza ( Monza) - 2h23'40"